# Brachionidium polypodium
Brachionidium polypodium är en orkidéart som beskrevs av Carlyle August Luer. Brachionidium polypodium ingår i släktet Brachionidium och familjen orkidéer. Inga underarter finns listade i Catalogue of Life.